# Tháp Dubai Creek
Tháp Dubai Creek (tiếng Ả Rập: برج خور دبي) là một tháp quan sát sắp được xây dựng tại Dubai, Các Tiểu vương quốc Ả Rập thống nhất, với chi phí sơ bộ là 3,67 tỷ AED (1 tỷ USD) và dự kiến sẽ hoàn thành 2020. Tháp ban đầu được gọi là The Tower tại Cảng Dubai Creek.

## Khái quát
Công ty kỹ thuật làm việc cho dự án đã tiết lộ rằng tòa tháp mới cao nhất của Dubai sẽ phát ra một 'ngọn hải đăng ánh sáng' từ đỉnh tháp vào ban đêm. Ở phần đầu sẽ là một chồi hình bầu dục, bao gồm mười tầng quan sát, trong đó có The Pinnacle Room, cung cấp tầm nhìn 360 độ khắp thành phố, theo một tuyên bố từ công ty kỹ thuật Aurecon, sẽ làm việc với kiến trúc sư người Tây Ban Nha Santiago Calatrava. "Tháp sẽ kiểm tra sự khéo léo của Aurecon khi chúng tôi đóng vai trò trong việc tạo ra một dấu ấn xây dựng của nhân loại", Adrian Jones, giám đốc dự án của The Tower cho biết. "Thật là một đặc ân tuyệt đối khi được Santiago Calatrava và Emaar Properties giao phó để làm việc cho dự án này và chúng tôi đã tập hợp một đội ngũ xuất sắc để đưa ý tưởng này vào cuộc sống." "Thiết kế bao gồm một mạng lưới cáp thép đặc biệt được gắn vào một lõi bê tông cốt thép ở trung tâm sẽ vươn tới bầu trời."
Chủ tịch của Emaar Properties Mohamed Alabbar đã mô tả dự án mới này là một "di tích lịch lãm" sẽ bổ sung hình ảnh đang được phát triển bởi công ty dọc theo con lạch của thành phố. "Tháp sẽ mảnh mai, gợi lên hình ảnh của một tháp nhỏ, và sẽ được neo xuống đất bằng cáp chắc chắn."
Vào ngày 15 tháng 1 năm 2017, một mô hình sửa đổi thiết kế ban đầu đã được trưng bày tại Trung tâm bán hàng của khu phức hợp. Chiều cao sàn quan sát và số tầng được tăng lên.
Vào tháng 2 năm 2017, một kết xuất của tháp xuất hiện, mô tả nó như là một tòa nhà được hỗ trợ bởi cáp. Ngoài ra, trong một bài báo, nó đã được thông báo rằng tên của tháp sẽ là Tháp Creek.
Vào tháng 5 năm 2017, nền móng của Tháp đã hoàn thành. Một video hiển thị công trình đã được phát hành vào tháng 8 năm 2017.

## Xây dựng
Vào tháng 10 năm 2016, Mohammed bin Rashid Al Maktoum đã đánh dấu bước đột phá của tòa tháp và bắt đầu quá trình xây dựng.